# One of Us (ABBA)
One of Us è un singolo del gruppo musicale svedese ABBA del 1981, estratto dall'album The Visitors e contenuto anche nell'Abba Gold.

## Cover
Nel 2018, Gli attori Amanda Seyfried e Dominic Cooper, ne hanno registrato una versione per la colonna sonora del film Mamma Mia! Ci risiamo.